# Майлз, Аланна
Ала́нна Ма́йлз (англ. Alannah Myles; род. 25 декабря 1958, Торонто) — канадская певица. В 1989 году она выпустила одноимённый альбом. В 1990 сингл «Black Velvet» стал всемирным хитом и принёс ей «Грэмми».

## Биография
В 18 лет Майлз начала выступать в Южном Онтарио. Через некоторое время она познакомилась с автором Кристофером Уордом, который помог ей собрать группу. Она исполняла кавер-версии Ареты Франклин, T. Rex, AC/DC, Боба Сигера, Энн Пиблс, The Rolling Stones и The Pretenders. Позже она объединилась с Дэвидом Тайсоном, который помог ей записать одноимённый альбом, Alannah Myles. В 1984 году она и Уорд снялись в сериале «Дети с улицы Деграсси», где она сыграла роль начинающей певицы и матери-одиночки.
Альбом Alannah Myles был выпущен в 1989 году. На нём были такие песни, как «Love Is», «Lover of Mine», «Still Got This Thing», а также «Black Velvet», которая попала на первые строчки мировых чартов и стала самой популярной песней года на радиостанциях. В 1991 Майлз получила «Грэмми» в номинации «Лучшее женское исполнение в стиле рок» и несколько наград «Juno».
В 1992 году вышел второй альбом Майлз Rockinghorse с хитами «Song Instead of a Kiss», «Our World, Our Times» и «Sonny, Say You Will». За альбом она была номинирована на «Грэмми» и получила три награды «Juno».
В 1995 вышел альбом A-lan-nah с песнями «Family Secret» и «Blow Wind, Blow», однако альбом не пользовался популярностью.
В 1997 году она расторгла контракт с Atlantic Records по воле своего менеджера Майлза Копланда и заключила новый контракт с его лейблом Ark 21 Records. На лейбле был выпущен её альбом Arival с хитом «Bad 4 You».
В феврале 2005 года вместе со шведской группой Kee Marcello's K2 она участвовала в третьем отборочном фестивале Melodifestivalen, определяющим представителя от Швеции на конкурс песни Евровидение, однако их песня «We Got It All» получила мало баллов.
В июле 2008 года Майлз рассказала в интервью Эвану Соломону из CBC о своем новом альбоме Black Velvet, на котором, помимо перезаписанного одноимённого хита, есть 10 новых песен. Black Velvet был выпущен в апреле 2008 года в Канаде и Европе.
В 2011 году на музыкальном фестивале в Торонто выяснилось, что в результате слишком активного применения мануальной терапии Аланна потеряла подвижность в области шеи, что, однако, не помешало ей продолжать выступать и записываться.

## Дискография
- Alannah Myles (1989)
- Rockinghorse (1992)
- A-lan-nah (1995)
- A Rival (1997)
- Alannah Myles: The Very Best Of (1999)
- Myles & More (2000)
- Black Velvet (2008)
- 85 bpm (2014)